# Les Folies françoises, ou Les Dominos
Les Folies françoises, ou Les Dominos (francese, "Le follie francesi, o le maschere") è una composizione per clavicembalo in dodici movimenti di François Couperin, scritta presumibilmente fra il 1720 e il 1722.

## Struttura
L'opera venne pubblicata da Couperin a Parigi nel 1722 all'interno del XIII Ordre del suo terzo libro di pezzi per clavicembalo. Si tratta di una sorta di suite (benché i suoi movimenti non seguano la tradizionale successione di  allemanda, corrente, sarabanda e giga) costituita da un pezzo iniziale, strutturato sul famoso tema iberico della follia, seguito da undici variazioni. Il basso, benché presenti anch'esso variazioni, è costituito sostanzialmente in forma di passacaglia. L'opera, nonostante sia divisa in sezioni, è da eseguire integralmente.
Come quasi tutte le composizioni per clavicembalo di Couperin, anche  le sezioni di questo pezzo presentano titolo enigmatici. Con les dominos l'autore non voleva intendere l'omonimo gioco, bensì un tipo di maschera carnevalesca  che nasconde il viso, composta da un ampio mantello con cappuccio.  Seguendo le teorizzazioni seicentesche sugli affetti, Couperin costruisce una sorta di galleria espositiva dei sentimenti amorosi, ognuno rappresentato dal colore di una maschera. L'opera si compone delle seguenti parti:
1. La Virginité, sous le Domino couleur d'invisible.
2. La Pudeur, sous le Domino couleur de rose.
3. L'Ardeur, sous le Domino incarnat.
4. L'Esperance, sous le Domino vert.
5. La Fidélité, sous le Domino bleu.
6. La Persévérance, sous le Domino gris de lin.
7. La Langueur, sous le Domino violet.
8. La Coquéterie, sous diférens Dominos.
9. Les Vieux Galans et les trésorières suranées, sous des Dominos pourpres et feuilles mortes.
10. Les Coucous bénévoles, sous des Dominos jaunes.
11. La Jalousie taciturne, sous le Domino gris de maure.
12. La Frénésie ou le Désespoir, sous le Domino noir.